# Tito Lessi
Pour les articles homonymes, voir Lessi.
Tito Lessi (né en 1858 à Florence et mort en 1917 dans la même ville) est un peintre italien de la fin du XIXe et du début du XXe siècle.

## Biographie
En 1893, Tito Lessi fut invité par la galerie Sedelmeyer à Paris, où il exposa de 1893 à 1896.

## Salons parisiens
Aux deux premiers salons, l'adresse de l'artiste est au 6, rue de La Rochefoucault, au dernier au 58 de la rue Saint-Lazare.
- 1893 
  - no 1126 La rentrée du prince. (Appartient à M. A. Beit)
  - no 1127 La visite de Milton  chez Galilée, à Arcetri près Florence, en 1640.
- 1895 
  - no 1188 Les bibliophiles
  - no 1189 L'aïeule
- 1896
  - no 1248 Gil Blas étant devenu le favori de l'archevêque de Grenade, emploie la ruse pour obtenir la grâce du licencié Garcias.
  - no 1249 Un jardin du couvent.